# Ung thư tuyến giáp
Ung thư tuyến giáp là ung thư về tuyến giáp, chiếm khoảng 1% các loại ung thư. Nó là ung thư tuyến nội tiết thường gặp nhất. Đa số ung thư tuyến giáp là carcinôm biệt hoá tốt, tiến triển âm thầm, giai đoạn ẩn bệnh kéo dài, điều trị chính yếu là phẫu thuật. Đa số bệnh nhân Ung thư tuyến giáp có tiên lượng tốt nếu được chẩn đoán và điều trị sớm và tích cực.

## Dịch tễ học và các yếu tố nguy cơ

### Dịch tễ học

Tuyến giáp

Tại Hoa Kỳ ung thư tuyến giáp có khoảng 2 - 4 ca mới/100.000 dân/năm, tỷ lệ nam/nữ là 1/2,7 và tỉ lệ tử vong hằng năm là 0,2 - 2,8/ 100.000 dân.
Các trường hợp thường gặp là nhỏ hơn 20 hoặc lớn hơn 50 tuổi.
Theo ghi nhận của Tổ chức Chống ung thư toàn cầu (International Union against Cancer: IUAC) năm 2002, ở Việt Nam, tỉ lệ mắc bệnh chuẩn theo tuổi là 2,7/100.000 dân đối với nữ và 1,3/100.000 đối với nam.

### Các yếu tố nguy cơ
- Tiền căn xạ trị vùng cổ lúc nhỏ vì bệnh lành tính hoặc bị nhiễm phóng xạ (ví dụ sau tai nạn hạt nhân Chernobyl tỉ lệ ung thư tuyến giáp của cư dân vùng này tăng lên) làm gia tăng nguy cơ carcinôm tuyến giáp biệt hoá tốt với đỉnh cao nguy cơ từ 12 đến 25 năm sau tiếp xúc.
- Phơi nhiễm hexachlorobenzene và tetracholorodibenzo-p-dioxin.
- Tiền căn gia đình có bệnh đa bướu nội tiết, hội chứng Pendred, hội chứng Gardner và hội chứng Cowden.
- Vùng phình giáp dịch tễ thường gặp carcinôm dạng nang hay carcinôm không biệt hoá. Carcinôm dạng nhú thường gặp ở vùng đầy đủ iod.
- Các đột biến về gene sinh ung và gene đèn nén bướu trong ung thư tuyến giáp.
  - Hoạt hoá các gene tyrosine kinase: tái sắp xếp gene sinh ung RET/PTC ở nhiễm sắc thể 10 xảy ra trong 5-35% carcinôm dạng nhú tự phát.
  - Gia tăng biểu lộ gene sinh ung MET có trong 70% carcinôm dạng nhú.
  - Đột biến gene sinh ung RET cũng thấy trong carcinôm dạng tuỷ có tính gia đình.
  - Gen sinh ung RAS và đường dẫn truyền tín hiệu tế bào: đột biến RAS thường gặp trong carcinôm dạng nang ở vùng thiếu iod.
  - Gen đèn nén bướu p53: đột biến điểm gen p53 làm bất hoạt hoá gen này, thấy trong 80% carcinôm không biệt hoá.

## Bệnh học và diễn tiến

### Bệnh học

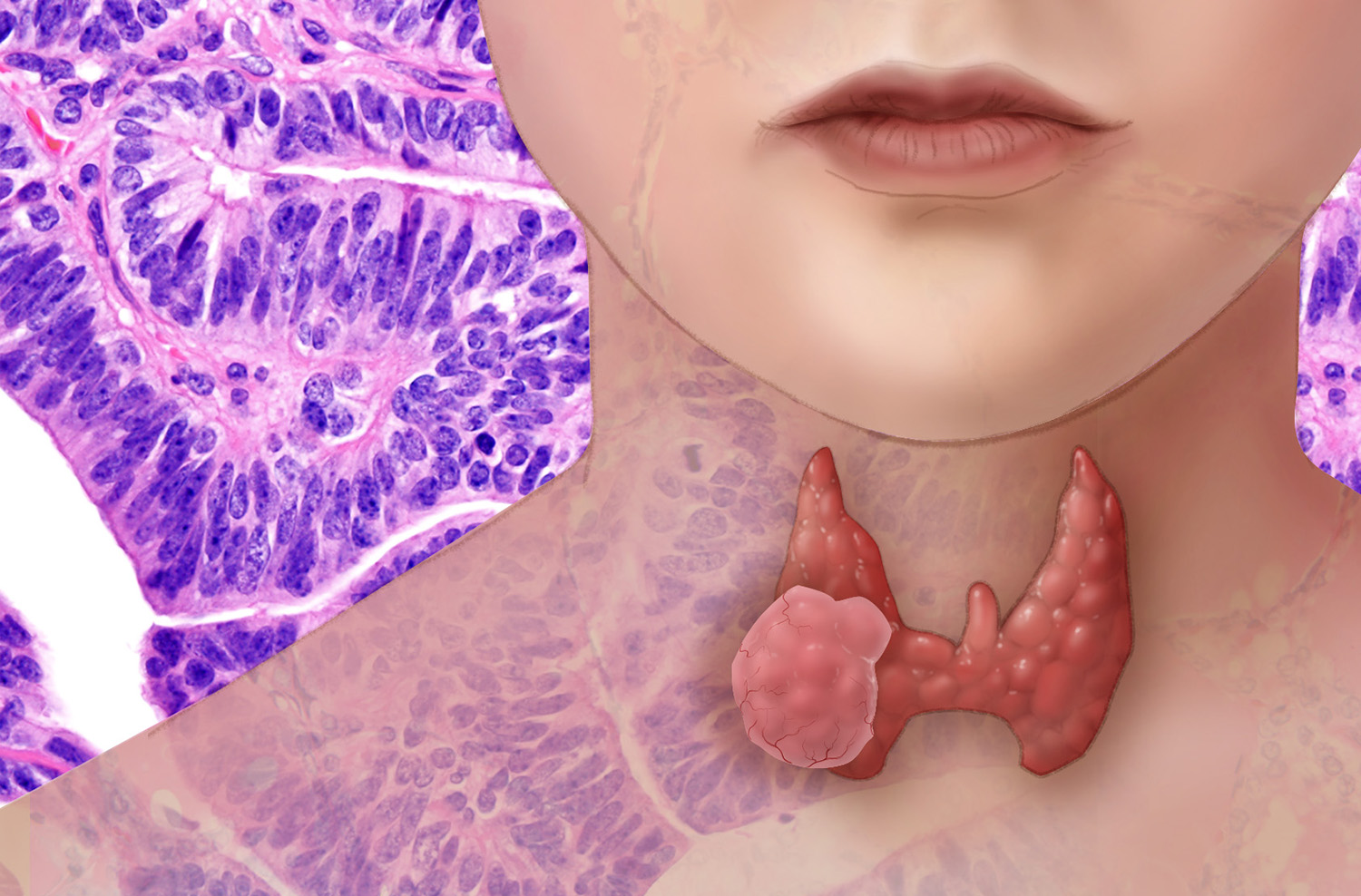
Khối U tạo nên ung thư

Phân loại carcinôm tuyến giáp theo nguồn gốc tế bào:
- Carcinôm dạng nhú, carcinôm dạng nang: nguồn gốc từ tế bào nang giáp (90%)
- Carcinôm dạng tuỷ: nguồn gốc từ tế bào cận nang (5-9%)
- Carcinôm không biệt hoá: nguồn gốc từ tế bào nang giáp (1-2%)
- Lymphôm: nguồn gốc từ tế bào miễn dịch (1-3%)
- Sarcôm: nguồn gốc từ tế bào trung mô (<1%)

### Diễn tiến
Carcinôm tuyến giáp dạng nhú thường gặp nhất chiếm 80% ung thư tuyến giáp. Carcinôm tuyến giáp dạng nhú có kích thước nhỏ hơn hay bằng 1 cm được gọi là carcinôm kích thước nhỏ hoặc tiềm ẩn. Loại này ít có ý nghĩa lâm sàng do diễn tiến chậm. Biểu hiện lâm sàng carcinôm tuyến giáp thường là một hạt giáp và không gây rối loạn chức năng. Bướu có thể lan tràn theo mạch bạch huyết trong tuyến giáp giải thích tình trạng đa ổ.
Carcinôm dạng nhú rất ưa di căn hạch vùng, tuy nhiên di căn hạch không ảnh hưởng đến tiên lượng sống còn. Các loại carcinôm dạng nhú biệt hoá kém có diễn tiến trung gian gồm các biến thể: loại đảo, loại tế bào cao, tế bào sáng và loại xơ hoá. Carcinôm tuyến giáp dạng nhú ở trẻ con thường có bướu lớn và di căn hạch sớm.
Carcinôm dạng nang chiếm 5-10% ung thư tuyến giáp, thường gặp trong vùng thiếu iod, biểu hiện lâm sàng bởi hạt giáp, và thường là đơn ổ với vỏ bao rõ. Carcinôm dạng nang hay lan tràn qua đường máu và cho di căn xa. Nhìn chung carcinôm dạng nang có tiên lượng xấu hơn carcinôm tuyến giáp dạng nhú. Carcinôm tế bào Hurthle, biến thể của carcinôm dạng nang, có độ biệt hóa kém và diễn tiến mạnh hơn.
Carcinôm dạng tuỷ, nguồn gốc từ tế bào cận nang C, tế bào này sản xuất ra calcitonin. Khoảng 25% carcinôm dạng tuỷ có tính di truyền, liên hệ đến hội chứng đa bướu nội tiết MEN 2a, MEN 2b, có đột biến gene RET và di truyền theo kiểu tế bào tự thân kiểu trội. Carcinôm dạng tuỷ di truyền có thể tăng calcitonin và CEA trong huyết thanh. Carcinôm dạng tuỷ tự phát biểu hiện lâm sàng bằng khối bướu đơn độc và ưa di căn hạch.
Carcinôm không biệt hoá hiếm gặp, chiếm 1% ung thư tuyến giáp, thường gặp ở ngưới lớn tuổi, phát triển nhanh và cho di căn xa. Loại này có thể bắt nguồn từ carcinôm dạng nang, diễn tiến chậm trong các bệnh nhân ở vùng phình giáp dịch tễ thiếu iod. Hầu hết các trường hợp gây tử vong do bướu xâm lấn tại chỗ, thường là chèn ép khí quản.

## Chẩn đoán

### Lâm sàng
Tình huống lâm sàng thường gặp nhất là một hạt giáp không có triệu chứng. Đánh giá lâm sàng cần liên hệ đến các yếu tố nguy cơ của hạt giáp. Các yếu tố nguy cơ đó là:
- Tuổi: trẻ hơn 15 hoặc lớn hơn 45
- Giới nam
- Hạt giáp lớn hơn 4 cm đường kính
- Tiền căn phơi nhiễm phóng xạ
- Tiền căn gia đình

Nghi ngờ càng cao khi:
- Hạt giáp lớn nhanh
- Mật độ cứng khi sờ
- Dính vào các cấu trúc lân cận
- Tiền căn gia đình có ung thư tuyến giáp
- Liệt dây thanh (gây khàn tiếng)
- Có hạch cổ

Khối u nhỏ nghi ngờ ung thư phát hiện tình cờ qua siêu âm vùng cổ, qua đánh giá phình giáp đa hạt hoặc bệnh Graves.
Hạch cổ di căn tiềm ẩn của carcinôm tuyến giáp biệt hoá tốt.

### Các phương tiện chẩn đoán

#### Siêu âm
Siêu âm là phương tiện chẩn đoán hình ảnh tiêu chuẩn của tuyến giáp. Phương tiện này có lợi điểm là an toàn, không độc hại, rẻ tiền và rất hiệu quả để đánh giá cấu trúc của tuyến giáp. Ngoài ra siêu âm có thể đánh giá chính xác kích thước, vị trí của hạt giáp và rà tìm các hạt giáp không sờ thấy lâm sàng. Siêu âm ngày càng được sử dụng nhiều để hướng dẫn làm chọc hút tế bào bằng kim nhỏ (FNA: Fine Needle Aspiration) hạt giáp.
Các dấu hiệu của một hạt giáp nghi ngờ trên siêu âm:
- Tăng sinh mạch máu ở trung tâm
- Hạt giáp phản âm kém
- Bờ không đều
- Vi vôi hoá bên trong

#### Xạ hình
Xạ hình tuyến giáp dùng để đánh giá sự hấp thu iod của các hạt giáp. Các hạt nóng ít có nguy cơ ác tính hơn các hạt lạnh. Các hạn chế của phương tiện này là: độc hại phóng xạ, mắc tiền và độ ly giải hình ảnh kém. Ngày nay ung thư tuyến giáp thường được chẩn đoán bằng FNA và xạ hình tuyến giáp hiếm khi cần trong đánh giá thường qui của một hạt giáp.

#### Chụp cắt lớp điện toán và chụp cộng hưởng từ
Chụp cắt lớp điện toán (computerized tomography hay CT) và chụp cộng hưởng từ (magnetic resonance imaging hay MRI) là phương tiện để đánh giá sự lan rộng ung thư tuyến giáp vào cấu trúc lân cận và di căn hạch. CT có chích chất cản quang iod cho thấy hình ảnh chi tiết tuyến giáp và đánh giá di căn hạch tốt hơn MRI, CT cũng ít tốn kém hơn MRI.
Hạn chế của CT khi dùng chất cản quang iod làm ngăn cản khả năng hấp thu iod trên xạ hình sau đó và có thể gây độc giáp trạng trong các trường hợp sử dụng chất cản quang iod có liều cao và ở bệnh nhân có cường giáp tiềm ẩn. MRI có ưu điểm là không dùng chất cản quang iod và không độc hại do phóng xạ và có thể cho thấy rõ tuyến giáp và cấu trúc lân cận.

#### Chọc hút tế bào bằng kim nhỏ
Chọc hút tế bào bằng kim nhỏ (fine needle aspiration hay FNA) là phương tiện được lựa chọn hàng đầu để đánh giá hạt giáp. Phương tiện này có độ nhạy và độ đặc hiệu cao trên 90%.
Kết quả FNA gồm: ác tính, lành tính, không xác định được và không đủ tiêu chuẩn chẩn đoán.
Kết quả FNA không xác định được thường là tổn thương dạng nang có thể lành hoặc ác. Các bệnh nhân này cần được cắt thuỳ tuyến giáp toàn phần và cắt lạnh.
Nhóm FNA không đủ tiêu chuẩn chẩn đoán chiếm 10-12% khi không dùng siêu âm hướng dẫn và tỉ lệ này cải thiện còn 0% khi có sử dụng hướng dẫn của siêu âm.

## Xếp hạng lâm sàng theo T,N,M
(T)	Bướu nguyên phát
- Tx	Bướu nguyên phát không thể đánh giá được
- T0	Không có bướu nguyên phát
- T1	Bướu <2 cm
- T2	Bướu >2 cm và <4 cm
- T3	Bướu >4 cm hoặc xâm lấn ít
- T4a	Bướu ăn lan khỏi vỏ bao giáp và xâm lấn bất cứ cấu trúc nào sau đây: mô mềm dưới da, thanh quản, khí quản, thực quản, thần kinh hồi thanh quản
- T4b	Bướu xâm lấn màng cân trước cột sống, mạch máu trung thất hoặc bọc quanh động mạch cảnh
- T4a*	Bướu (bất kể kích thước) khu trú trong tuyến giáp (chỉ dành cho carcinôm không biệt hoá)
- T4b*	Bướu (bất kể kích thước) ăn lan khỏi tuyến giáp (chỉ dành cho carcinôm không biệt hoá)

(N)	Hạch vùng
- Nx	Hạch vùng không thể đánh giá được
- N0	Không có hạch di căn
- N1	Hạch vùng có di căn
- N1a	Di căn hạch nhóm VI(hạch trước khí quản và hạch cạnh khí quản gồm hạch trước thanh quản và hạch Delphian)
- N1b	Di căn các hạch khác cùng bên, hai bên hoặc hạch cổ đối bên hoặc hạch trung thất trên

(M)	Di căn xa
- Mx	Di căn xa không thể đánh giá được
- M0	Không có di căn xa
- M1	Có di căn xa

## Xếp giai đoạn
Carcinôm dạng nhú hoặc nang dưới 45 tuổi:
| Giai đoạn 0 | bất kỳ T | bất kỳ N | M0 |
| Giai đoạn I | bất kỳ T | bất kỳ N | M1 |

Carcinôm dạng nhú hoặc nang, 45 tuổi và lớn hơn và carcinôm dạng tuỷ:
| Giai đoạn 0   | T1       | N0       | M0 |
| Giai đoạn 1   | T2       | N0       | M0 |
| Giai đoạn III | T0       | N1       | M0 |
| Giai đoạn III | T1 T2 T3 | N1a      | M0 |
| Giai đoạn IVA | T1 T2 T3 | N1b      | M0 |
| Giai đoạn IVA | T4a      | N0 N1    | M0 |
| Giai đoạn IVB | T4b      | Bất kỳ N | M0 |
| Giai đoạn IVC | Bất kỳ T | Bất kỳ N | M1 |

Carcinôm không biệt hoá (tất cả các trường hợp là giai đoạn IV):
| Giai đoạn IVA | T4a      | Bất kỳ N | M0 |
| Giai đoạn IVB | T4b      | Bất kỳ N | M0 |
| Giai đoạn IVC | Bất kỳ T | Bất kỳ N | M1 |

## Điều trị

### Nguyên tắc
- Phẫu trị là phương pháp điều trị chính yếu cho tất cả các loại carcinôm tuyến giáp.
- Liệu pháp kích tố đè nén được chỉ định cho hầu hết các trường hợp carcinôm tuyến giáp biệt hoá tốt
- Liệu pháp 131I được chỉ định cho các trường hợp carcinôm tuyến giáp biệt hoá tốt có nguy cơ cao như lớn tuổi (trên 45 tuổi), bướu lớn (trên 4 cm), xâm lấn vỏ bao giáp hoặc di căn xa
- Xạ trị ngoài và hoá trị dành cho các trường hợp carcinôm tuyến giáp biệt hoá kém hay không biệt hoá

### Phương pháp
- Phẫu thuật: mức độ rộng của phẫu thuật còn bàn cãi dựa vào kích thước, mức độ xâm lấn, diễn tiến của bướu, phẫu thuật để tạo thuận lợi cho điều trị hỗ trợ sau đó và theo dõi bệnh.
  - Các loại phẫu thuật được chấp nhận hiện nay là:
    - Cắt thuỳ giáp toàn phần.
    - Cắt giáp quá bán (subtotal thyroidectomy) chừa lại khoảng 2-4 gram mô giáp.
    - Cắt giáp gần toàn phần (neartotal thyroidectomy) chừa lại khoảng 1 gram mô giáp và
    - Cắt giáp toàn phần.

  - Biến chứng phẫu thuật: liệt thần kinh hồi thanh quản và suy giáp khoảng 1%.
  - Nạo hạch cổ chức năng (nhóm II, III,IV, VI) thường được lựa chọn nhất
- Liệu pháp kích tố đè nén: dựa vào cơ chế phản hồi ngược, dùng thyroxin liều cao để ức chế TSH, kìm hãm sự phát triển của bướu trong các trường hợp carcinôm tuyến giáp biệt hoá tốt. Liều dùng được cân nhắc với tác dụng phụ của điều trị trên tim mạch, xương, và độc giáp trạng nhất là ở người lớn tuổi. Nồng độ TSH trong máu được duy trì trong khoảng 0,1-0,5 mU/L ở nhóm nguy cơ thấp và nhỏ hơn 0,01 mU/l ở nhóm nguy cơ cao
- Liệu pháp 131I: dựa vào cơ chế hấp thu iod của các carcinôm biệt hoá tốt. Liệu pháp này được dùng hỗ trợ sau mổ để diệt mô giáp hay bướu còn sót và trong các trường hợp di căn xa có bắt iod. Liều 131I từ 30 mCi đến 200 mCi tuỳ vào tuổi, mức độ xâm lấn của các bướu hoặc vị trí di căn xa.
- Xạ trị ngoài dành cho các trường hợp carcinôm biệt hoá không phẫu thuật được hoặc không bắt iod, hỗ trợ sau mổ các trường hợp carcinôm dạng tuỷ hoặc carcinôm không biệt hoá.
- Hoá trị ít có vai trò trong carcinôm biệt hoá tốt.

### Chỉ định

#### Đối với carcinôm tuyến giáp biệt hoá tốt
- Cắt trọn thuỳ chỉ định cho các trường hợp kích thước bướu nhỏ hơn hay bằng 1,5 cm và có nguy cơ thấp kèm theo thyroxin sau mổ
- Cắt giáp gần toàn phần hay toàn phần dùng cho các trường hợp có nguy cơ cao. Sau đó dùng liệu pháp 131I và thyroxin sau mổ.
- Nạo hạch cổ được chỉ định khi có hạch cổ sờ thấy trên lâm sàng hay siêu âm nghi ngờ, hoặc trong lúc mổ nghi ngờ hạch di căn có thể cắt lạnh để quyết định điều trị.

#### Đối với carcinôm dạng tuỷ
Cắt giáp toàn phần, nạo hạch cổ phòng ngừa một bên khi bướu lớn hơn 1 cm và hai bên trong các trường hợp di truyền và xạ trị bổ túc sau mổ khi có nguy cơ tái phát cao. Không có vai trò của liệu pháp 131I.

#### Đối với carcinôm không biệt hoá
Cắt giáp toàn phần và nạo hạch cổ phòng ngừa nếu bướu còn khu trú, phẫu thuật giảm thiểu bướu không có lợi vì bướu phát triển nhanh. Xạ trị ngoài và hoá trị được chỉ định trong các trường hợp bệnh tiến xa

## Tiên lượng
Hầu hết carcinôm tuyến giáp biệt hoá tốt. Carcinôm dạng nhú sống còn 5 năm 95% và 10 năm 90%. Carcinôm dạng nang sống còn 5 năm 90% và 10 năm là 70%.
Các yếu tố nguy cơ tái phát: lớn tuổi, bướu to, bướu xâm lấn khỏi tuyến giáp và phẫu thuật lần đầu không đủ rộng.
Carcinôm dạng tuỷ sống còn 5 năm và 10 năm lần lượt là 90% và 86%.
Carcinôm không biệt hoá thường gặp ở giai đoạn IV, ít có cơ hội phẫu thuật tận gốc, sống còn trung bình là 1 năm.
Có nhiều bảng tiên lượng cho ung thư tuyến giáp biệt hoá tốt, dưới đây là một số bảng tiên lượng được áp dụng tương đối phổ biến trên thế giới:

### Phân nhóm nguy cơ
- Cách phân nhóm AMES (age, metastasis, extent, size) và DAMES (definition, + AMES)

| AMES      | Thấp                                                                                 |                                 | Cao                                                                      |
| --------- | ------------------------------------------------------------------------------------ | ------------------------------- | ------------------------------------------------------------------------ |
| Tuổi      | Nam <41, Nữ < 51                                                                     |                                 | Nam > 40, Nữ > 50                                                        |
| Di căn    | Không có                                                                             |                                 | Có di căn đến chỗ khác                                                   |
| Phạm vi   | Loại nhú hay nang nội giáp, lan ít vào vỏ                                            |                                 | Loại nhú hay nang ngoại giáp, lan nhiều chung quanh                      |
| Cỡ        | <5 cm                                                                                |                                 | > 5 cm                                                                   |
| Định nhóm | A: Tuổi trong nhóm thấp nguy cơ không có di căn                                      |                                 | A: Có di căn                                                             |
|           | B: Tuổi trong nhóm nguy cơ cao không có di căn phạm vi và cỡ trong nhóm nguy cơ thấp |                                 | B: Tuổi trong nhóm nguy cơ cao và phạm vi hoặc cỡ trong nhóm nguy cơ cao |
| DAMES     | Thấp                                                                                 | Trung                           | Cao                                                                      |
| Định nhóm | Nguy cơ thấp AMES + nguyên bội                                                       | Nguy cơ thấp AMES + lệch bội lẻ | Nguy cơ cao AMES + lệch bội lẻ                                           |

- Công thức tiên lượng AGES (age, grade, extent, size)

| Phân định                   |                                  | Thí dụ             |
| Tuổi (năm)                  | x 0,05                           | 60 tuổi x 0,05 = 3 |
| Giai đoạn                   | II + 1 III - IV + 3              | Giai đoạn II 1     |
| Phạm vi                     | nếu ngoại giáp + 1 hay di căn +3 | ngoại giáp 1       |
| Cỡ (cm đường kính dài nhất) | x0,2                             | 0,5 cm x 0,2 = 0,1 |
| Tổng số                     |                                  | 5,1                |
| Nguy cơ                     | Thấp                             | 0-3.99             |
| Nguy cơ                     | Trung                            | 4-4.99             |
| Nguy cơ                     | Cao                              | 5-5.99             |
| Nguy cơ                     | Cực cao                          | trên 6             |

- Công thức MACIS (metastasis, age, complete removal, invasion, size)

| Phân định                   |                                   | Thí dụ                             |
| Tuổi (năm)                  | = 3,1 (nếu <39) x 0,08 (nếu >40), | tuổi 23 = 3.1 60 tuổi x 0,08 = 4,8 |
| Cỡ (cm đường kính dài nhất) | 0.3 x                             | 0,5 cm x 0,3 = 0,15                |
| Mổ không sạch               | +1                                | Mổ sạch +0                         |
| Ăn lan chung quanh          | +1                                | Có lan ra +1                       |
| Di căn                      | +3                                | không di căn +0                    |
| Tổng số                     |                                   | 5,95                               |
| Nguy cơ                     | Thấp                              | 0-5,99                             |
| Nguy cơ                     | Trung                             | 6-6.99                             |
| Nguy cơ                     | Cao                               | 7-7.99                             |
| Nguy cơ                     | Cực cao                           | trên 8                             |

Tiên lượng cho từng nhóm nguy cơ trên
| Nguy cơ theo nhóm          | Thấp (%) | Trung (%) | Cao (%) | Cực cao (%) |
| AMES                       | AMES     | AMES      | AMES    | AMES        |
| -------------------------- | -------- | --------- | ------- | ----------- |
| Cơ hội sống thêm           | 98       |           | 54      |             |
| Hết bệnh                   | 95       |           | 45      |             |
| DAMES                      |          |           |         |             |
| Hết bệnh                   | 92       | 45        | 0       |             |
| Tiên lượng theo tuổi       |          |           |         |             |
| Số TL                      | <4       | 4-5       | 5-6     | >6          |
| Sống thêm 20 năm           | 99       | 80        | 33      | 13          |
| Tiên lượng theo tuổi MACIS |          |           |         |             |
| Số TL                      | <6       | 6-7       | 7-8     | >8          |
| Sống thêm 20 năm           | 99       | 89        | 56      | 24          |